# 櫻澤如一

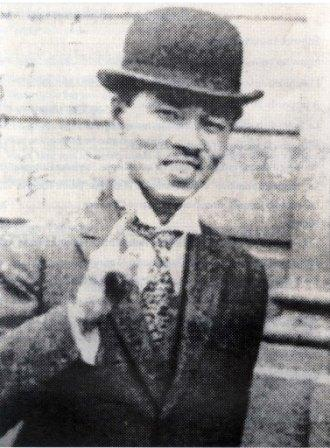
櫻澤如一一九二零年攝於巴黎。

櫻澤如一（日语：桜沢如一，其名「如一」出生時讀作にょいち，後改爲訓讀ゆきかず，1893年10月18日—1966年4月23日），日本思想家、飲食文化研究家。
他在西方世界以喬治·歐沙瓦（George Osawa）之名行走，於二十世紀中期將東方健康飲食理念介紹到法國。前後四十年間，櫻澤著有日文書籍約三百本，法文書籍約二十本。他定義的健康飲食包含七個標準：精力充沛、食慾良好、睡眠正常、記憶力上佳、幽默風趣、知行精準以及感恩之心。